# Sinagoga de los Hijos de Jacob
La Sinagoga de los Hijos de Jacob (en inglés, Sons of Jacob Synagogue) es una sinagoga histórica en 24 Douglas Avenue en la ciudad de Providence, la capital del estado de Rhode Island (Estados Unidos). 

## Descripción
Es una estructura de ladrillo de dos pisos, ubicada sobre un sótano elevado. La fachada principal tiene tres tramos de ancho, con un par de puertas de entrada protegidas por un pórtico simple con techo a dos aguas.
El edificio se construyó en dos etapas, 1906 y 1926, y es el principal remanente sobreviviente de lo que alguna vez fue una gran comunidad judía en el vecindario Smith Hill de Providence. La congregación que lo construyó fue formada en 1896 por judíos ortodoxos que emigraron de Rusia.
La primera etapa del edificio, su nivel inferior, albergó a la congregación hasta que pudo recaudar fondos para construir el nivel superior, y luego se utilizó como shul. El nivel superior fue diseñado por Harry Marshak, un arquitecto y constructor autodidacta nacido de inmigrantes judíos rusos, quien probablemente fue el primer arquitecto judío en trabajar en el área de Providence.
El edificio fue incluido en el Registro Nacional de Lugares Históricos en 1989.